# Barane (Peć)
Pour les articles homonymes, voir Barane.
Baran en albanais et Barane en serbe latin (en serbe cyrillique : Баране) est une localité du Kosovo située dans la commune/municipalité de Pejë/Peć et dans le district de Pejë/Peć. Selon le recensement kosovar de 2011, elle compte 927 habitants.

## Démographie

### Évolution historique de la population dans la localité
| 1948 | 1953 | 1961 | 1971  | 1981  | 1991  | 2011 |
| ---- | ---- | ---- | ----- | ----- | ----- | ---- |
| 834  | 813  | 909  | 1 169 | 1 140 | 1 119 | 927  |

|  |

### Répartition de la population par nationalités (2011)
En 2011, les Albanais représentaient 98,27 % de la population.